# Himmelstalundsgymnasiet

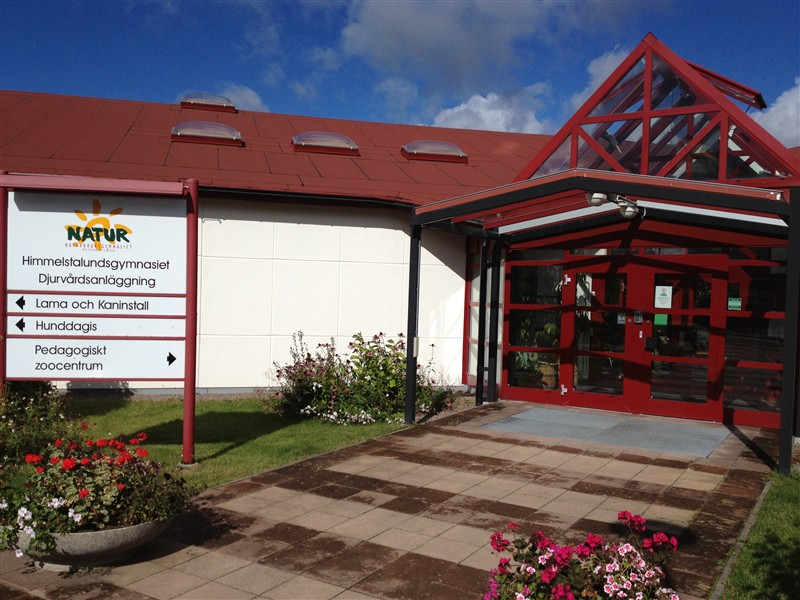
Entré till pedagogiskt zoocentrum

Himmelstalundsgymnasiet i Norrköping är ett naturbruksgymnasium med fokus på djur och växter som drivs av Landstinget i Östergötland. Skolan består av flera byggnader utspridda på Himmelstalund mellan Mässhallen, Stadium Arena och Riksvägen. På området finns förutom huvudskolbyggnaden bland annat växthus, markbyggnadsanläggningar, hunddagis, lamastall och ett pedagogiskt zoocenter som inrymmer tropikhus och lektionssalar. I anslutning till skolan finns också två kommunala elevboenden, Himmelstahus och Blomsterhus. Detta möjliggör riksintag på gymnasiets unika utbildningar som till exempel djurpark och tropisk anläggning. Från och med höstterminen 2013 övergår Kungsgårdsgymnasiets floristutbildning till Himmelstalundsgymnasiet. Dessutom finns vuxenutbildningar och särskola inom bland annat trädgård.
Himmelstalundsgymnasiet är associerad medlem i Svenska Djurparksföreningen.

## Program

### Naturbruksprogrammet, inriktning djur
- Djurpark och tropikanläggning
- Sällskapsdjur
- Djursjukvård
- Djurvård / Naturvetenskap
- Hund

### Naturbruksprogrammet, inriktning trädgård
- Trädgård

### Hantverksprogrammet, inriktning florist
- Florist